# Yardu Sando
Yardu Sando est un village du district de Kono, dans la province orientale de la Sierra Leone.
Selon le premier acte d'accusation émis par le Tribunal spécial pour la Sierra Leone en mars 2003, dans l'Affaire du Front révolutionnaire uni, la plupart des bâtiments du village ont été pillés et incendiés en 1998 pendant des mois de destruction généralisée par des membres du Conseil révolutionnaire des forces armées. (en)et le Front révolutionnaire uni.